# 小禄良恭
小禄親方良恭（おろくうぇーかたりょうきょう、1798年10月1日 - 1859年11月3日）は、琉球王国の官僚。唐名は馬允中（ば　いんちゅう）を名乗った。
馬氏小禄殿内と称される貴族家系に生まれる。出生名は小禄良綱であり、小禄良和の長男である。1808年には尚灝王により踊奉行に任命され、清国から琉球に派遣される冊封使の接待のため、組踊を踊った。
父・良和が1818年に死去した後は、馬氏小禄殿内の11代目当主となった。
1839年には三司官に選ばれる。この際、同僚であった与那原良綱との混同を避けるべく、名を良綱から良恭に改めた。1847年、三司官を退任した。